# Clapham Common (Metropolitano de Londres)
A Estação de Clapham Common é uma estação que pertence ao sistema de metropolitano da Cidade de Londres. Ela fica na Northern line.